# Molophilus (Molophilus) profligatus
Molophilus (Molophilus) profligatus is een tweevleugelige uit de familie steltmuggen (Limoniidae). De soort komt voor in het Australaziatisch gebied.